# Unseres Herrgotts Kanzlei

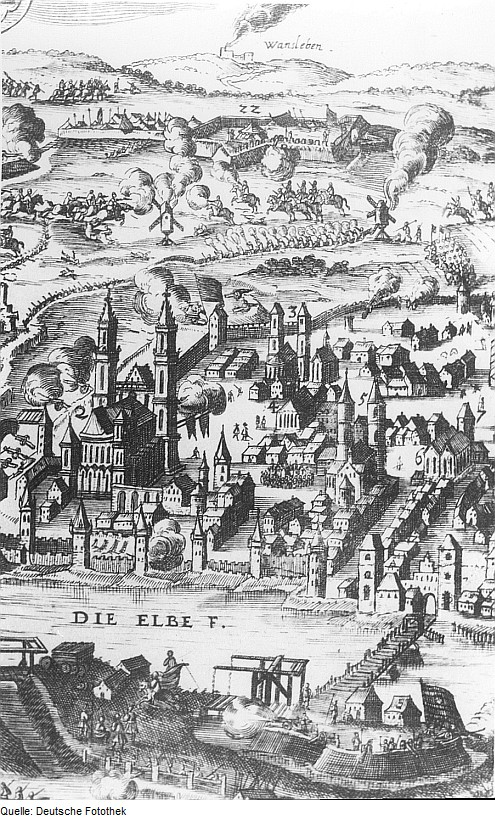
Belagerung Magdeburgs 1551

Unseres Herrgotts Kanzlei ist der Titel eines 1862 publizierten historischen Romans von Wilhelm Raabe. Die Handlung spielt zur Zeit der Religionskriege und handelt vom Freiheitskampf der Magdeburger Bürger gegen die kaiserlichen Truppen vom September 1550 bis zum November 1551. Verbunden mit der Kriegshandlung ist die Liebesgeschichte des Ratmannssohns Markus Horn und der Buchdruckertochter Regina Lotther und ihre Auseinandersetzung mit den Vorstellungen ihrer Väter.
Der Titel bezieht sich auf den seit 1524 gebräuchlichen Ehrennamen Unseres Herrgotts Kanzlei der protestantischen Stadt Magdeburg.

## Inhalt

### Vorgeschichte
Die Vorgeschichte wird immer wieder in Gesprächen der Personen oder Informationen des auktorialen Erzählers in die Handlung eingeblendet, z. B. im 6. Kap.: Markus, der 1523 geborene Sohn des Magdeburger Ratmanns Ludolf Horn, und Regina, die acht Jahre jüngere Tochter des Buchdruckers Lotther, sind als Nachbarskinder miteinander befreundet, doch bricht ihr Kontakt ab, als Markus, wie er im 4. Kp. seinem Jugendfreund erzählt, ab 1545 die Universitäten Wittenberg und Leipzig besucht, wo er 1547 das Studium mit dem Magister-Titel abschließt. Zu dieser Zeit wird Leipzig während des Schmalkaldischen Krieges zwei Wochen lang durch die Truppen des auf der protestantischen Seite kämpfenden Kurfürsten Johann Friedrich erfolglos belagert. Markus verteidigt mit Soldaten des Kurfürst Moritz die Stadt, gewinnt Gefallen an dem abenteuerlichen Leben, wird Söldner des Sachsen-Fürsten und kämpft in der Mühlberg gegen den Bund. Als sein strenger Vater davon erfährt, sieht er dies als Verrat am Protestantismus an und bricht mit dem Sohn. Markus verdingt sich dann bei verschiedenen Fürsten: beim dänischen König, in Böhmen, beim Grafen von Oldenburg und steht zuletzt bei Herzog Heinrich dem Jüngern bei der Belagerung Braunschweigs im Dienst. Nach Ende des Kampfes will Herzog Georg zu Mecklenburg die entlassenen Söldner übernehmen, um gegen Magdeburg zu ziehen, aber Markus wechselt das politische Lager und will bei der Verteidigung seiner Heimatstadt helfen. Inzwischen wirbt der in die Stadt gezogene Leutnant Adam Xaver Schwartze, ein Landsknechtführer aus Bamberg, um die 19-jährige Regina und ihr Vater, der sich einen Soldaten zum Schwiegersohn wünscht, sympathisiert mit ihm.
Die militärische Situation Magdeburgs hat sich nach dem Sieg des Kaisers über den protestantischen Fürstenbundes im Schmalkaldischen Krieg verschlechtert. Kaiser Karl V. setzt auf dem Augsburger Reichstag 1548 eine Verordnung durch, Interim genannt, welche die teilweise Rücknahme der Reformation zum Ziel hat. Die Stadt ist Zufluchtsort vieler Verfolgter und hinter ihren Wällen finden auch geächtete Adlige Schutz, wie Graf von Mansfeld, Herr von Heideck und Herr Kaspar Pflugk. Wie viele andere Reichsstädte widersetzt sich das bereits drei Jahre zuvor mit der Acht belegte protestantische Magdeburg der Anordnung und soll durch die Belagerung zum Nachgeben gezwungen werden, was u. a. eine Zensur der Gottesdienste und des Buchdrucks, z. B. ein Verbot, Streitschriften zu publizieren, bedeutet. Herzog Georg (Jürgen) zu Mecklenburg übernimmt diese Aufgabe, die „Acht“ zu vollstrecken. Am 14. September 1550 rückt der „wilde“ Herzog Georg zu Mecklenburg in das Stift Halberstadt ein und zieht weiter in das Erzstift Magdeburg.

### „Unser Herrn Gottes Kanzlei“ Magdeburg
Raabes Roman beginnt am 14. September 1550 mit der Rückkehr des für tot gehaltenen Markus Horn und anderer Magdeburger Söldner in ihre Heimatstadt. Dort haben bereits die Maßnahmen zur Verteidigung der Stadt begonnen. Die Verantwortlichen sind sich einig „das Panier deutscher Gedankenfreiheit“ hochzuhalten: „Überall im Reich wurden die Druckereien, welche wider das Interim gewirkt hatten, gesperrt, überall wurde das freie Wort und der freie Gedanke mit aller Macht in Banden gelegt, und das neue Religionsgesetz mit Gewalt eingeführt.“ Deshalb nennen sie „die Stadt Magdeburg Unser Herrn Gottes Kanzlei“.
Bei seiner Rückkehr ins Elternhaus (Kap. 3) wird der wegen seines Kampfes gegen die protestantischen Fürsten „verlorene Sohn“ vom „eisenherzigen“ Vater  zum Kummer seiner Frau und Reginas aus dem „Haus des Zorns“ gejagt, ohne dass er seinen Irrtum und seine Umkehr erklären kann. Vergeblich ruft Lotther seinen dogmatischen Nachbarn mit dem Hinweise auf das biblische Gleichnis zur Versöhnung auf.
Auf dem Weg durch die Stadt begegnet Markus seinem Jugendfreund Christof, dem Sohn des Bürgermeisters Heine Alemann und Fähnrich der städtischen Reiterei (4. Kap.). Markus bereut ihm gegenüber, bei Mühlberg auf der falschen Seite gestanden zu haben, und will jetzt seine Stadt gegen die Angreifer verteidigen. Der Freund stellt ihn seinem Hauptmann Johann von Kindelbrück vor und dieser bürgt bei Oberst Ebeling Alemann für ihn. Markus wird als Rottmeister angestellt und wirbt Männer an, die er von der Braunschweiger Belagerung her als vertrauenswürdig ansieht und die als Söhne der Stadt sehr motiviert sind (5. Kap.). Bei seiner Aktion konkurriert Markus erfolgreich mit dem im Dienst der Stadt stehenden elsässischen Hauptmann Springer und seinem Leutnant Adam Xaver Schwartze aus Bamberg, die ihren Trupp aus dem unzuverlässigen und wankelmütigen „Lumpenvolk“ rekrutieren. Schwartze ist auch privat Markus Rivale, denn er bemüht sich um Regina, die jedoch Markus liebt und dieser verliebt sich nach seiner Rückkehr sofort in die während seiner dreijährigen Abwesenheit zu einer jungen Frau herangewachsenen Kinderfreundin. Wegen seines Konfliktes mit seinem Vater und seiner Versäumnisse, Kontakt mit den Eltern zu halten, hat er jedoch Hemmungen, die Einladung Lotthers, der zwischen Vater und Sohn vermitteln will, in sein Haus anzunehmen und sich Regina zu erklären (4. Kap.).

### Schlacht an der Ohre
Herzog Jürgen (Georg) dringt mit seiner Truppe in das Magdeburger Umland ein. In der Stadt Zuflucht suchende Bauernfamilien berichten, dass die Söldner die Dörfer und Städte plündern und in Brand setzen, die Männer töten und die Frauen vergewaltigen und dass sie dies auch in Magdeburg vorhaben. Der Magistrat berät über eine Strategie. Während einige Ratsherren auf die Verteidigung der befestigen Stadt setzen, plädiert eine Mehrheit unter dem Druck der Bevölkerung für eine Feldschlacht, um den Gegner am Vorrücken zu hindern. 
Am 21. September (6. Kp.) ziehen einige Verbände mit ihren Versorgungswagen, von weinenden Frauen beklagt und der Siegeszuversicht des Volkes begleitet, aus der Stadt ins Vorland. Es sind die Fähnlein der Hauptmänner Kindelbrück, Galle von Fullendorf und Springer, unter ihnen Markus und Schwartze. Auch Männer der Bürgerwehr wie der ergraute Buchdrucker Lotther sind dabei. Während die zurückgebliebenen Magdeburger auf Nachrichten warten, hören sie in den Kirchen die Predigten der von der Richtigkeit der Lehre Luthers überzeugten Pfarrer an und beten für ihre Soldaten. Für den Rottmeister Markus ist der Kampf die erste Bewährungsprobe, aber er ist wegen der geringen Aussicht auf privates Glück deprimiert (7. Kap): „Nun war alles übrige grau, öde, leer wie diese graue kalte Herbstnacht“ Er fühlt sich in der „Nacht vor dem blutigen Kampfe mit dem seiner Heimatstadt drohenden Feinde, heimatlos, ziellos, zwecklos, unnütz, überflüssig“.
Das Magdeburger Heer übernachtet im verbündeten befestigten Marktflecken Wolmirstädt und die Heerführer beraten über die weitere Strategie (7. Kap). Bürgermeister Gregorius Guerike spricht sich für einen Überraschungsangriff auf das feindliche Lager im Kloster Hillersleben in den frühen Morgenstunden aus. Hauptmann Springer warnt davor, wegen der angeblichen Unzuverlässigkeit der Bauernsoldaten. Er ist für die Errichtung einer Wagenburg und eine Feldschlacht und setzt dies durch.
In einem Gespräch des Elsässers Springer mit seinem Leutnant Schwartze aus Bamberg (7. Kap.) wird deren Einstellung zum Krieg und deren Plan deutlich. Sie stehen zwar im magdeburgischen Dienst, sind aber wie viele Landsknechte nicht von der protestantischen Lehre überzeugt. Söldner schließen sich oft, in oder nach der Schlacht, dem jeweiligen Sieger an oder werden ab- oder angeworben. Springer schätzt die Truppe des Gegners stärker als die eigenen Fähnlein ein und plant bei der kommenden Feldschlacht zum Mecklenburger Herzogs zu wechseln, um als Lohn dafür bei ihm Karriere zu machen. Schwartze überzeugt dagegen seinen Hauptmann davon, dieses Risiko jetzt noch nicht einzugehen, da Magdeburg stark befestigt und die Situation auch nach einer ersten Niederlage im Feld noch offen sei. Er schlägt vor, dass sie sich in der kommenden Schlacht zurückhalten und die Entwicklung abwarten und erst nach der Kapitulation der Stadt die Seiten wechseln. Diesen Plan verbindet er mit seinem privaten Interesse an Regina. Auf seinen Wunsch positioniert Springer seinen Rivalen Markus mit seiner Rotte an der gefährlichsten Stelle der Wagenburg.
Am nächsten Tag  erweist sie die Strategie der Magdeburger als falsch und sie verlieren den Kampf (Kap. 8): Die Mecklenburger Reiter umkreisen mit dem unbarmherzigen Ruf: „Schlage Bürger tot! Schlage Bauer tot! Lass Landsknecht leben!“ die Wagenburg, das Magdeburger Heer der Bürger, Bauern und Landsknechte sitzt in der Falle, verliert viele Soldaten, und nach einer halben Stunde ist die Schlacht vorbei. Springer ruft zum Rückzug auf und die Überlebenden fliehen. Markus bleibt jedoch an seinem Platz und kämpft in der Verzweiflung über seine private Situation todesmutig. Er rettet zusammen mit Christof Alemann den von einem Hellebardenhieb schwer verletzten Lotther und bringt ihn in die Stadt zurück. In dieser Situation versöhnt er sich mit seiner Mutter, die zusammen mit Regina und den anderen Bewohnern den ganzen Tag auf eine Nachricht von ihren Soldaten gewartet hat. (Kap. 9). Die Rüstungen der Geschlagenen tragen böse Kampfspuren. Mancher hat die Waffe im Feld gelassen. Springer und Schwartze – von den daheim gebliebenen Magdeburgern misstrauisch beäugt – kehren jedoch unversehrt und voll bewaffnet zurück.
Springer ist nach der Niederlage an der Ohre in einer schwierigen Lage und sucht Zuflucht im Alkoholrausch, aber die Stadtregierung braucht ihn als Heerführer. Durch Anspielungen in Buß- und Trauerpredigten auf seinen unsoliden Lebenswandel, seine Alkoholabhängigkeit und seine Beziehung zur Kurtisane Johanna von Gent, unter Druck gesetzt, plant er wiederholt mit seiner Geliebten die Flucht aus der Stadt, er wird aber von Schwartze, der andere Interessen verfolgt, zurückgehalten. Andererseits spricht Springer seinem Leutnant Mut zu: Die lutherischen Magdeburger Rebellen sollen Gewinn bringend verraten werden.
Markus wird jetzt, während der Belagerung im November, anstelle von Schwartze, Lotthers Vertrauter, ist aber Regina gegenüber befangen und vermeidet eine Annäherung. Er darf nach bestandener Feuerprobe zwar wieder das Elternhaus betreten, wird jedoch von seinem Vater kalt behandelt. Lotther kritisiert seinen hartherzigen Nachbarn, weil er dem tapferen Sohn Markus immer noch nicht verziehen hat, und Regina leidet mit Markus unter dieser Situation, ist jedoch als Tochter zum Gehorsam und Schweigen erzogen worden.

### Regina

Magdeburg, die Stadt mit der Jungfrau im Wappen

In Rivalität des Spions Schwartze und des Verteidigers Markus um die weibliche Hauptfigur mit dem beziehungsreichen Namen Regina sehen Interpreten eine auf das Stadtwappen bezogene Metaphorik. Schwartze hat seinem Hauptmann Springer bisher auch aus persönlichen Motiven von einem Wechsel ins gegnerische Lager abgeraten: wegen seiner Leidenschaft für Regina. Während Markus Abwesenheit und Verdammung durch seinen Vater hat er sich in das Vertrauen Lotthers eingeschmeichelt und hofft auf eine Beziehung zu Regina, zumal die Rückkehr ihres Kinderfreundes lange Zeit ungewiss war.
Nach der verlorenen Feldschlacht an der Ohre und nachdem der Markus die gefährliche Position überlebt hat und als Held zurückgekehrt ist, wendet sich die Situation von Lotthers „Vetter“. Sein Rivale besucht jetzt den Buchdrucker oft in dessen Haus und dieser macht bei kriegerischen Erörterungen Springer und Schwartze den Vorwurf der falschen Strategie bei der Aufstellung der Wagenburg, vertraut jetzt mehr Markus Einschätzung. und nennt ihn seinen „wackeren Sohn“. Bei einem Besuch Lotthers und seiner Tochter auf der Wallanlage am Krökentor (11. Kap.), wo Horn mit seiner Rotte Wache hält, bekennen Markus und Regina sich ihre Liebe: Vom feindlichen Feuer überrascht, hält er „sich plötzlich Arm in Arm“ mit Regina. „Ihre Augen leuchteten gar eigen.“
Schwartze bemerkt diese Veränderung im Haus des Buchdruckers und reagiert darauf mit wütender Eifersucht. Während der ersten Zeit der Belagerung verbreiten sich unter den Soldaten Gerüchte, dass Schwartze und Springer dem Feind zuarbeiten. V. a. Geschützmeister Andreas Kritzmann, der vom Jakobsturm aus die Feinde beschießt, beobachtet auch aus persönlichen Gründen Schwartze (10., 11. und 15. Kap.) und schickt ihm eine Serie von Femebriefen. Darin fordert er Rache für die Hinrichtung, „Ersäufung im Sack“, der Kindsmörderin Anna Scheuerin.  Anna war in Ulm Kritzmanns Geliebte und hat mit ihm eine Tochter. Als seine Eltern ihn nach Portugal schickten, wurde das Paar getrennt. Schwartze interessierte sich für die junge Frau und verleumdete Kritzmann, um sie für sich zu gewinnen. Aber Anna tötete in wahnsinnigem Schmerz ihr Kind und wurde hingerichtet. Nach seiner Rückkehr nach Ulm erfuhr Kritzmann von der Lüge und verfolgte Schwartze bis nach Magdeburg, um ihn zu richten. Bei seinen Beobachtungen entdeckt er auch dessen geheime Verbindung zum Gegner und fängt seine Briefe ab. Durch seine Drohbriefe gerät Schwartze in Panik, fürchtet seine Enttarnung und steigert seine Wut auf Markus, je weniger Chancen er bei Regina und ihrem Vater hat.
Regina sieht sich in ihrer Einschätzung des Geliebten durch seine Wandlung zum Verteidiger der Stadt bestätigt und leidet mit ihm an der starren unversöhnlichen Haltung seines Vaters. Sie ist zum Gehorsam den Vätern gegenüber sozialisiert, wird aber im Laufe der Zeit immer selbstbewusster. So bekennt sie ihrem Vater, der eine klare Absage an Schwartze bisher vermieden hat, ihre gegenseitige Liebe und kritisiert nach langem Schweigen auch Horns Unnachgiebigkeit, nachdem er seinen Sohn sogar als mitverantwortlich am Ausbruch der Meuterei der Söldner macht: „Die Herzen der Jungfrauen müssen hart werden und ihre Worte scharf in solcher Zeit, und ihr werdet die Regina Lottherin nicht mehr zwingen durch ein […] leises Wort! […] ich sage Euch, tausend und aber tausend arme kleine Kinder und viele tausend angstbedrückter Mütter und Jungfrauen […] gedenken in ihren Gebeten des Markus Horn, der so gut für sie streitet […] aber den starren Vater wird [Gott] richten, wie derselbige gerichtet hat.“ Am Ende des Tages versöhnt sich Ratmann Horn mit seinem Sohn und dankt Regina. „[Z]u Ende war die große unheilvolle Meuterei, und unseres Herrgotts Kanzlei war nicht über den Haufen geworfen worden; hoch hielt die Magdenburg’sche Wappenjungfrau ihr Kränzlein über alle Schrecken.“ Markus wird bei den Kämpfen schwer verwundet. Nachdem er gegen Ende der Belagerung – zu Herbstanfang 1551 – das Krankenlager verlassen kann, heiraten Regina und Markus.

### Verteidigung der Stadt

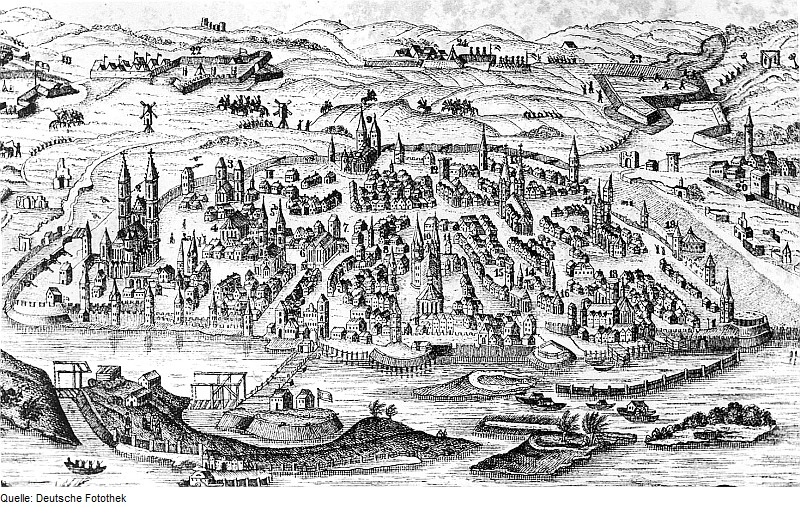
Magdeburg 1551

Nach der Niederlage an der Ohre rücken die Mecklenburger auf die Stadt vor, die sich auf die Belagerung durch eine Verstärkung der Befestigung und der Mannschaft vorbereitet. Aus den Kirchenglocken werden Geschütze gegossen und auf dem Stadtwall und auf dem Jakobturm platziert, von wo aus der Büchsenmeister Kritzmann auf die Angreifer schießt.
Den ersten Angriff am 10. Oktober kann man erfolgreich abwehren. Das darauf erfolgte Verhandlungsangebot des Kurfürsten Moritz, der die kaiserliche Partei unterstützt, weisen die Magdeburger zurück (10. Kap.). Nach einem kurzen Waffenstillstand und ergebnislosen Verhandlungen mit Dr. Scheyring, Unterhändler des Kaisers, besetzen die Angreifer die Michaelisvorstadt, die Sudenburg und dann, nach wechselhaften Gefechten, bei „Ausfällen der Städter“ und den „Anläufen der Belagerer“, Ende November die Neustadt, missbrauchen und töten die Einwohner, brennen die Häuser nieder und heben Gräben zum Schutz ihrer Geschütze aus. Die überlebenden Bewohner der Vorstädte fliehen in die befestigte Altstadt, deren militärische Lage sich verschlechtert hat, da sie von der Neustadt aus mit Kanonen beschossen werden kann (11. Kap.).
Springer und Schwartze setzen ihre subversiven Aktionen fort und schicken Informationen an die Belagerer. Sie werden jedoch, wie man später erfährt, vom auf dem Turm der Jakobskirche postierten Andreas Kritzmann beobachtet. Dieser verhindert auch, dass am 19. Dezember ein Bote mit Geheiminformationen an den Markgrafen von Kulmbach die Stadt verlässt und so gelingt nach einem Scheinangriff auf die Neustadt der Ausfall einer Truppe und der Überfall auf bei Großottersleben lagernde Stiftsjunker und die Stadtsoldaten kehren mit reicher Beute zurück. Ein Coup gelingt den Magdeburger mit der Gefangennahme des gegnerischen Feldherrn Herzog Georg von Mecklenburg (12. Kap). Darauf verschärft sich der Konflikt erneut: am 5. Februar 1551 fordert ein kaiserlicher Herold den Abzug der Soldaten aus der Stadt und droht, auch an ihnen die „Acht“ zu vollstrecken. Die Stimmung unter den verschiedenen Fähnlein ist dadurch aufgeheizt. In Springers Truppe werden sogar Loblieder auf den Herzog Moritz gesungen. Gleichzeitig drängt Springers Geliebte Johanna von Gent ihren Freund Schwartze, die Angst der Soldaten vor einer Bestrafung zu nutzen und sie zu einem Aufruhr aufzuhetzen. Doch ein weiterer Drohbrief verschreckt Schwartze und lähmt seine Aktivitäten. Johanna liest die Warnung, ahnt das dunkle Vorleben Adams und gibt ihren Plan einer Zukunft mit ihm im katholischen Lager auf (13. Kap.).
Am 17. Und 18. März wird der Zwiespalt zwischen den verschiedenen Fähnlein offenbar. Während Springers Trupp den gegnerischen Schanzenbau in der Neustadt am Krökentor gewähren lässt, greifen nach der Wachablösung Kindelbrücker Rotten die Feinde überraschend an und stürmen die neue Befestigung. Markus zeichnet sich wieder einmal im Kampf aus und wird, als er mit der Fahne des Gegners zurückkehrt, als Held der Stadt gefeiert (Kap. 14.). In ihrer Freude darüber offenbart Regina der Familie ihre Liebe und ihr Vater stimmt zu, zumal er bisher Schwartze seine Tochter nie verbindlich zugesagt hat.

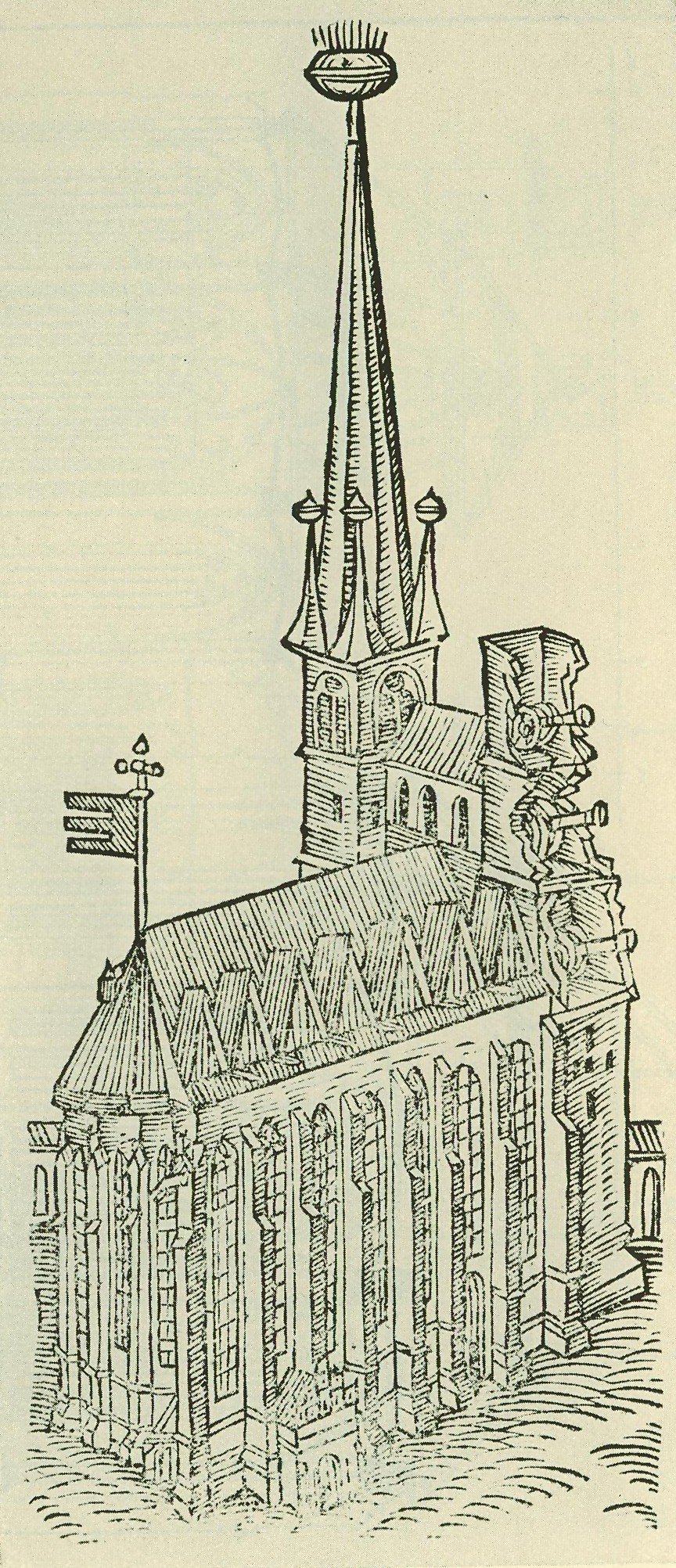
Der mit Geschützen bestückte Nordturm der Sankt-Jakobi-Kirche Magdeburg (1550/1551)

### Kritzmanns Rache
Die Rehabilitierung und Aufwertung von Markus beim Vater wird am selben Tag durch die Enthüllung der dunklen Vergangenheit Schwartzes durch den Geschützmeister verstärkt: Seit den ersten Angriffen hat Andreas Kritzmann vom Jacobsturm herab die Belagerer beschossen und viele Gegner getötet. Aber sein Turm wurde durch den Beschuss stark beschädigt und am 9. März traf ihn eine Kugel und verwundet ihn lebensgefährlich. Am Tag von Markus Triumph erzählt er auf seinem Sterbelager (15. Kap.) den Vätern Horn und Lotther und ihren Kindern sein Leben und bittet Markus, die mit seinen Drohbriefen begonnene Rache für die Anna Scheuerin an Schwartze zu vollenden. Als Beweis für dessen Untreue der Stadt gegenüber übergibt er ihnen die von ihm abgefangenen Geheimbriefe.
Markus versucht, Kritzmanns letzten Willen zu erfüllen, und sucht nach seinem Gegner. Als er ihn in der Nacht bewusstlos am Boden liegend findet und ihn gefangen nehmen will, wird dieser durch Springers meuternde Landsknechte geschützt und es kommt zu Kämpfen zwischen den Fähnlein von Markus und Alemann und den Aufrührern (16. Kap.). Später findet Markus die Leiche des offenbar wahnsinnig gewordenen Adam im Elendsviertel Zeisigbauer (17. Kap.)

### Meuterei
Schwartzes Ende spielt sich während der Rebellion einiger Landsknechtsverbände am 19. März ab, die mit ihrer Bezahlung unzufrieden sind und von Boten des Kurfürsten Moritz mit höherem Sold zur Meuterei und zum Seitenwechsel gelockt werden (17. Kap.). Während Bürgermeister und Stadträte darüber diskutieren, ob man die Forderungen der „Lasterhaften“ strikt ablehnen und die Unzufriedenen ausweisen oder ob man ihr Verhalten mit der „allgemeine[n] Schwachheit und Mangelhaftigkeit der Menschen“ entschuldigen und ihnen trotz ihrem Ungehorsam eine Solderhöhung anbieten soll, breiten sich an verschiedenen Stellen der Stadt die Unruhen schnell aus und die Lage gerät für die von der Entwicklung überrumpelten treuen Stadtsoldaten außer Kontrolle: Häuser der Wohlhabenden werden geplündert und in Brand gesetzt. Misshandelte Bewohner irren durch die chaotische Stadt und suchen bei Freunden Unterschlupf. Eine Wende tritt durch die von Pfarrer Gallus gut organisierte St. Ulrich-Bürgerwehr ein. Sie vertreibt die Aufständischen von den Hauptplätzen. Inzwischen haben sich die Fähnlein von Markus und Alemann geordnet, greifen in die Kämpfe ein und beenden die Revolte. Markus rettet seinen Vater, wird bei den Kämpfen schwer verwundet und kann erst gegen Ende der Belagerung – zu Herbstanfang 1551 – das Krankenlager verlassen.

### Vergleich
Am Ende des Konflikts muss sie Stadtregierung zur Beruhigung der Stimmung einen Kompromiss mit den „reuigen“ Landsknechten schließen, ihnen Straffreiheit für die Meuterei zusichern und ihren Sold erhöhen, weil man sie für den Abwehrkampf weiterhin braucht. Springers Beteiligung am Aufstand kann nicht bewiesen werden. Er stirbt nach einem nächtlichen Besäufnis durch eine feindliche Kugel auf einem Gang vor die Stadtmauer, seine Kurtisane Johanna taucht unter.
Der Waffenstillstand vom 30. August 1551 beendet die Feindseligkeiten. Anfang November einigen sich die Kriegsparteien auf einen Vergleich (18. Kap.). Die Stadt muss das Erzstift, Kursachsen und Kurbrandenburg als Herren anerkennen und Schadensersatz leisten. Dafür wird sie von der Reichsacht losgesprochen, erhält für ihre Bürger und Soldaten Straffreiheit, darf befestigt bleiben und behält ihre Privilegien, und v. a. die Freiheit vom Interim und freie Religionsausübung.
Im letzten Kapitel gibt der Erzähler chronikartig, soweit Dokumente erhalten geblieben seien, einen Überblick über das weitere Schicksal der Familien Horn und Lotther. U. a. wird 1953 Reginas und Markus erster Sohn geboren und Doktor juris Markus Horn nimmt am Landtag 1570 in Halle teil.

## Form
Der auktoriale Erzähler führt durch die Handlung und stellt immer wieder zeitliche Vergleiche an. So geht es zum Beispiel um die Schwerfälligkeit der Magdeburger „Heereschar“ im freien Feld gegenüber „einer Armee heutiger Tage“.
Die Romanhandlung folgt mit genauen Datierungen dem historischen Jahresablauf 1550/1551, vermischt jedoch die chronikartigen Teile mit der erfundenen Kriegs- und Liebesgeschichte. Dem entspricht die sprachliche Ausführung: Chronikstil wechselt  mit emotions- und spannungssteigernden Elementen. Die stark konturierten fiktiven Hauptfiguren stehen im Mittelpunkt, die den Quellen entnommenen historischen Personen greifen entweder als Fürsten von außen in das Kriegsgeschehen ein oder treten als Chronisten oder Gelehrte in theologischen und politischen Diskussionen auf. Raabes Nähe zu Chroniken wird auch an einzelnen Formulierungen deutlich. Zum Beispiel schreibt der Erzähler „Hillersleben oder Hildensleben“.
Raabe gebraucht ausdrucksstarke alte Verben, die aus dem heutigen Standarddeutsch in den Dialekt vertrieben sind: Die Landsknechte jagen wehrlose Bauern im Feld und rasaunen.

## Historischer Hintergrund
Die Romanhandlung spielt zur Zeit der in Deutschland beginnenden Religionskriege, die sich zunehmend zum 30-jährigen Territorialkrieg zwischen den protestantischen Fürsten und dem Kaiser mit den katholischen Reichsständen entwickelten.
Nach der Niederlage des protestantischen Fürsten- und Städtebundes im Schmalkaldischen Krieg gegen Kaiser Karl V. 1547 sollten die Unterlegenen gezwungen werden, der auf dem Augsburger Reichstag 1548 beschlossenen, Interim genannten, teilweisen Rücknahme der Reformation zuzustimmen. Wie viele andere Reichsstädte widersetzte sich das bereits drei Jahre zuvor mit der Acht belegte protestantische Magdeburg der Anordnung und sollte durch die Belagerung zum Nachgeben gezwungen werden, was u. a. eine Zensur des Gottesdienstes und des Buchdrucks bedeutete. Der Herzog Georg zu Mecklenburg übernahm die Aufgabe, den Reichstag-Beschluss durchzusetzen, und zog mit seiner Truppe durch das Stift Halberstadt und das Erzstift Magdeburg auf die Stadt zu. Unterstützt wurde er durch Herzog Moritz von Sachsen. Bald nach dem Beginn der Belagerung, welche vom 16. September 1550 bis 9. November 1551 dauerte, wurde Herzog Georg bei einem Ausfall der Magdeburger gefangen genommen und kam erst nach der Kapitulation der Stadt wieder frei. Der Krieg endete nach einem häufigen Wechsel von Angriffen und Ausfällen mit einem Vergleich.

## Entstehungs- und Publikationsgeschichte
Die um Ostern 1849 konzipierte Erzählung entstand Mitte 1861 und erschien 1862 bei Westermann in Braunschweig. Nachauflagen folgten 1889, 1897, 1901, 1903, 1907 und 1909.
Der Raabe-Biograph Fuld sieht den Roman als Reverenz des Autors an die Stadt, in der er von 1849 bis 1853 als Lehrling der Creutz'schen Buchhandlung in Magdeburg im Haus Zum goldenen Weinfaß lebte und die Pomarius-Chronik kennen lernte, und nennt den Text einen Magdeburg- und einen Heimkehrer-Roman.

## Rezeption
Die zeitgenössische Kritik war ambivalent: Einige Literaturkritiker ordnen Herrgotts Kanzlei der fruchtbaren Schaffensperiode des Autors zwischen 1862 und 1889 zu und zählen den Roman zu seinen bedeutendsten Werken. Raabe gehöre zu den wenigen Dichtern, denen die „Belebung der Vergangenheit“ gelinge. Er sei „durch und durch deutsch, im Inhalt wie in der Sprache“, er liebe sein Vaterland, „wie es ein Dichter liebt. Nicht vornehmlich um dessen äußere Macht, sondern um die bezwingende Gewalt im Geisterreich der Menschheit.“ Andere Zeitgenossen, wie Raabes Freund und Biograph Wilhelm Brandes kritisieren einerseits die übermäßige Nähe zu den historischen Quellen, würdigen andererseits Raabes Gestaltungswillen. Für Oppermann sind dagegen Fiktion und Historie ausbalanciert.
Während Raabe in der Nachauflage des Buches 1889 von einem „buntfarbigen Buch, noch von einem jungen Menschen geschrieben“, spricht, das verbessert und gekürzt werden könnte, sich aber als „alt-junges“ Schreiberkunststück „immer noch sehen lassen könne unter den Leuten“, blickt der alte Autor offenbar selbstkritisch auf sein Werk zurück. Er soll Börries von Münchhausen gestanden haben: „Ist ja auch bloß Mist, die Magdeburgerei, alle Figuren wie Puppen von alten Marionettenbühnen.“
Die neueren Bewertungen schließen sich eher dem Urteil des alten Autors an: Trotz der wechselseitigen Bespiegelung der Politik (historische Belagerung) und der Privatexistenz (Liebesgeschichte, Verrat, Vater-Sohn-Konflikt) werde Raabes „Intention, den Kampf des deutschen Bürgertums um Glaubens- und Gedankenfreiheit beispielhaft darzustellen, von der Erzählung nicht glaubwürdig eingelöst. Denn bis in sprachliche Einzelheiten hinein“ lasse sich „die pathetische Übersteigerung dieser Intention und das ‚Lebendig-machen-wollen- um jeden Preis‘ (Nietzsche) auf Kosten poetischer Wahrhaftigkeit verfolgen.“

## Ausgaben

### Erstausgabe
- „Unseres Herrgotts Canzlei. Eine Erzählung in zwei Theilen. Von Wilhelm Raabe.“ 234 Seiten. George Westermann, Braunschweig 1862[11]

### Verwendete Ausgabe
- Unseres Herrgotts Kanzlei. Eine Erzählung. S. 141–475. Mit einem Anhang, verfasst von Hans Oppermann, S. 505–552 in Karl Heim (Bearb.), Hans Oppermann (Bearb.): Nach dem großen Kriege. Unseres Herrgotts Kanzlei. Vandenhoeck & Ruprecht, Göttingen 1969. Bd. 4 (2. Aufl., besorgt von Karl Hoppe und Hans Oppermann), ohne ISBN in Hoppe (Hrsg.), Jost Schillemeit (Hrsg.), Hans Oppermann (Hrsg.), Kurt Schreinert (Hrsg.): Wilhelm Raabe. Sämtliche Werke. Braunschweiger Ausgabe. 24 Bde.

### Weitere Ausgaben
- „Wilhelm Raabe. Unseres Herrgotts Canzlei. Eine Erzählung.“ 396 Seiten. Creutz'sche Buchhandlung Magdeburg (2., 3. Aufl. 1889, 4. Aufl. 1901, 5. Aufl. 1903, 6. Aufl. 1907, 7. Aufl. 1909, 10. Aufl. 1916, 11. Aufl. 1918, 14. Aufl. 1929, 16. Aufl. 1922, 18. Aufl. 1926, 21. Aufl. 1930, 22. Aufl. 1932, 24. Aufl. 1934, 25. Aufl. 1940, 26. Aufl. 1942, 27. Aufl. 1943)[29]
- „Wilhelm Raabe. Unseres Herrgotts Canzlei. Eine Erzählung.“ Hermann Klemm, Berlin-Grunewald 1915, Freiburg im Breisgau 1955
- „Wilhelm Raabe. Unseres Herrgotts Canzlei.“ Mit einem Nachwort von Marianne Haedler und Illustrationen von Werner Klemke. 338 Seiten. Der Morgen, Berlin 1963